# Selma Selman
Selma Selman (Bihać, 1991.), bosanskohercegovačka i američka likovna, medijska i performance art umjetnica, romskog porijekla, a koja djeluje i kao kulturna i socijalna aktivistkinja, živi i radi između Bihaća i New Yorka, SAD.  
Rođena je u Bihaću i odrasla u romskom naselju. Studirala je slikarstvo na Likovnoj akademiji u Banja Luci. Sudjelovala je na Ljetnoj akademiji u Salzburgu (mentor Tania Bruguera) te u jednogodišnjem Roma Graduate Preparation Programu Central European University u Budimpešti, a magistriral transmedije, vizualne i izvedbene umjetnosti na Sveučilištu Syracuse.
Radi u raznovrsnim klasičnim i suvremenim medijima, tehnikama i s novim tehnologijama. Posebno je vezana uz materijale iz skupljačkih praksi roma i recikliranje, ali i destruktivnost. Kroz svoju umjetnost propituje tjelesnost, te pozicije Roma, žena, migranata u procesima diskriminacije i emancipacije.
Prvu samostalnu izložbu "Me postojisarav – Postojim – I exist" nastalom u suradnji s kustosicom Jasminom Tumbaš imala je 2016. u Bufallo (država New York). Aktivno izlaže i sudjeluje u festivalima, te je osvojila veliki broj nagrada. Osnivačica je organizacije 'Marš u školu' koja uspješno stipendira mlade Romkinje, te stimulira i pomaže mlade Rome da idu u školu. Selman se smatra omiljenom i najpoznatijom mladom umjetnicom Bihaća i BiH, nakon što je osvojila prestižnu nacionalnu nagradu Zvono.

## Vanjske poveznice
- https://www.selmanselma.com/
- Kunsthale Wien - video